# Mydas incipiens
Mydas incipiens är en tvåvingeart som först beskrevs av Walker 1848.  Mydas incipiens ingår i släktet Mydas och familjen Mydidae. Inga underarter finns listade i Catalogue of Life.